# Растригин, Леонард Андреевич
Леонард Андреевич Растригин (23 июля 1929, Елабуга — 30 января 1998, Рига) — учёный в области кибернетики и информатики, доктор технических наук, профессор Рижского политехнического института.

## Биография
- В 1953 году окончил МАИ.
- В 1959—1962 годах младший научный сотрудник Института машиноведения АН СССP
- В 1959 году предложил использовать случайный поиск[англ.].
- В 1960 году защитил кандидатскую диссертацию[1].
- В 1962—1981 годах руководитель лаборатории случайного поиска в Институте электроники и вычислительной техники Академии наук Латв. ССР.
- В 1963—1964 годах заместитель директора по научной работе в Институте электроники и вычислительной техники Академии наук Латв. ССР.
- С 1965 года также работал в Рижском Политехническом институте, с 1981 года это стало его основным местом работы[2].
- В 1966 году защитил диссертацию на звание доктора технических наук.
- В 1970—1982 годах под его научной редакцией вышли 10 сборников «Проблемы случайного поиска» (Pига: Зинатне).
- В 1974 году предложил функцию Растригина, в 1991 году усовершенствовал её.
- В 1989 году один из инициаторов создания Ассоциации искусственного интеллекта в СССР[3].
- 15 ноября 1990 года основал и стал президентом Латвийского общества имитационного моделирования (англ. Latvian Simulation Society, латыш. Latvijas Imitācijas modelēšanas biedrības).

## Научная деятельность
Основные работы — по кибернетике, теории управления, теории вероятностей и оптимизации. Автор 40 монографий и 7 научно-популярных книг, более 300 статей и докладов. Книга «Этот случайный, случайный, случайный мир» (М.: Молодая гвардия, 1969, 1974) переведена на английский, немецкий, японский, венгерский, болгарский, эстонский и литовский языки .